# Steven de Jongh

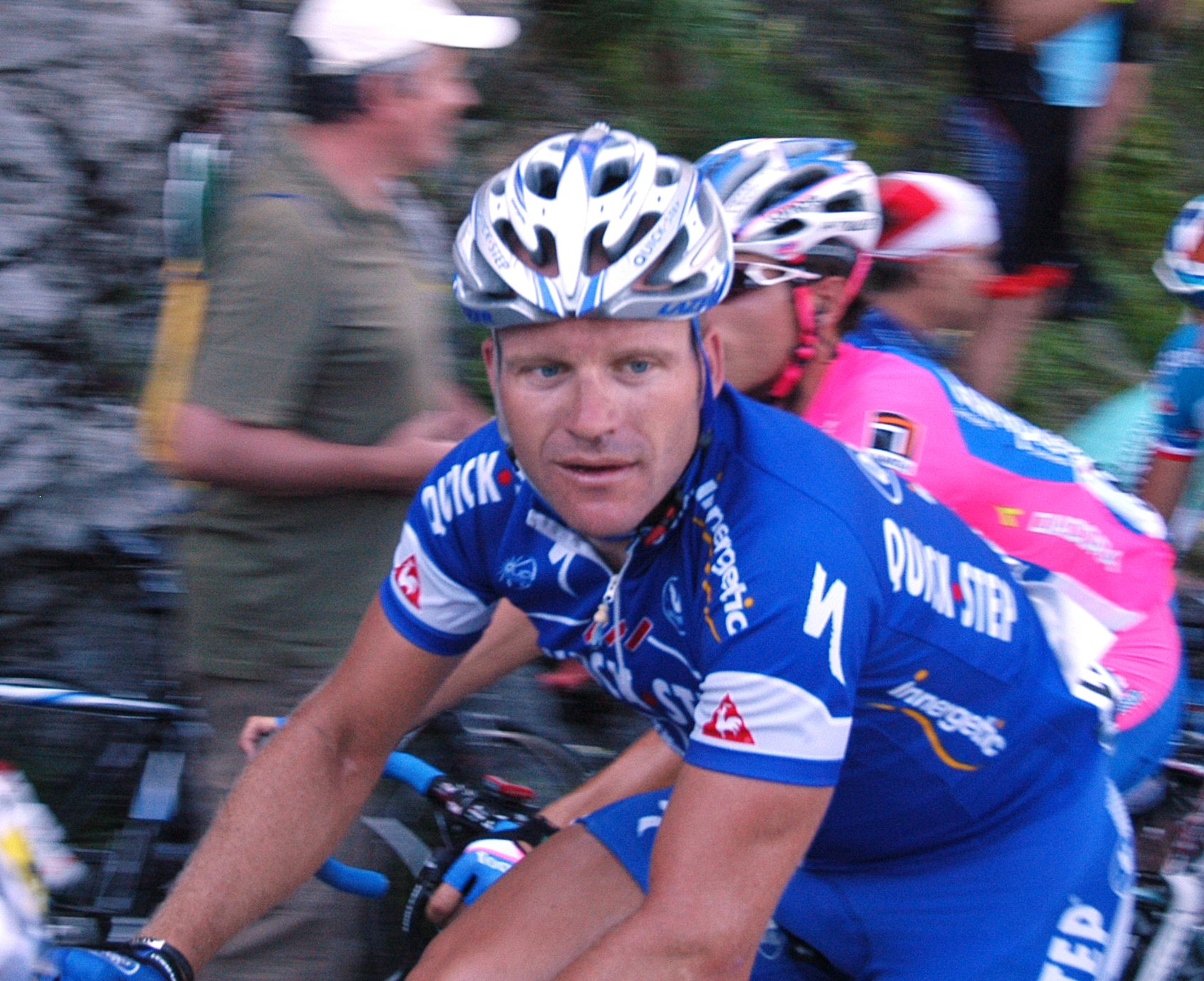
Steven de Jongh am Anstieg zum Col de la Colombière auf der siebten Etappe der Tour de France 2007

Steven de Jongh (* 25. November 1973 in Alkmaar) ist ein niederländischer Funktionär im Radsport und ehemaliger Radrennfahrer.

## Sportliche Karriere
Steven de Jongh wurde 1996 Profi bei TVM-Farm Frites. Er fuhr dort vier Jahre und später bei Rabobank sechs Jahre, bevor er 2006 zu Quick Step wechselte. Zu den Erfolgen des Sprinters zählen Etappensiege bei der Schweden-Rundfahrt, dem Étoile de Bessèges, der Niederlande-Rundfahrt, Tirreno–Adriatico und bei den Drei Tagen von De Panne. Ebenso stark war der Niederländer auf Kopfsteinpflaster.
Er gewann die Frühjahrs-Klassiker E3-Preis von Harelbeke, Veenendaal-Veenendaal, Kuurne–Brüssel–Kuurne und Nokere-Koerse.

## Berufliches
Im Herbst 2009 gab de Jongh das Ende seiner Karriere als aktiver Profi bekannt. Fortan fungierte er bis Ende 2012 als Sportlicher Leiter des neu gegründeten britischen ProTour-Teams Sky. Nachdem er auf seiner Internetseite die Einnahme von Dopingmittel während seiner aktiven Zeit zugegeben hatte, verließ er das Team Sky. Zur Saison 2013 heuerte de Jongh beim Team Saxo-Tinkoff an. Nach der Auflösung dieses Teams 2016 ging er mit Alberto Contador zu Trek-Segafredo.
Am 15. Oktober 2018 wurde Steven de Jongh an der Costa Brava nahe Girona als vermisst gemeldet: Er war morgens zu einer Radtour aufgebrochen und nicht zurückgekehrt; seine Strava-Aufzeichnung war abgebrochen. Nach fünfstündiger Suche wurde er von einem Polizeihubschrauber bewusstlos und verletzt in einer Schlucht ausfindig gemacht und in ein Krankenhaus gebracht. Dort stellte man eine schwere Gehirnerschütterung fest.

## Erfolge
1994
- eine Etappe OZ Wielerweekend
- eine Etappe Tour du Poitou-Charentes
- eine Etappe Olympia’s Tour

1995
- drei Etappen Österreich-Rundfahrt
- Niederländischer Meister – Straßenrennen Nachwuchs
- eine Etappe Polen-Rundfahrt
- Grand Prix Waregem

1997
- eine Etappe Tour de l’Avenir
- eine Etappe Burgos-Rundfahrt

1998
- eine Etappe Etoile de Bessèges
- Gesamtwertung  und eine Etappe Schweden-Rundfahrt

1999
- eine Etappe Tirreno–Adriatico
- eine Etappe Vuelta a Castilla y León
- eine Etappe Giro della Provincia di Lucca

2000
- Nationale Sluitingsprijs
- Schaal Sels
- Veenendaal-Veenendaal

2001
- Veenendaal-Veenendaal

2002
- Schaal Sels
- zwei Etappen Schweden-Rundfahrt
- eine Etappe Niederlande-Rundfahrt

2003
- Schaal Sels
- E3-Preis Harelbeke
- eine Etappe Drei Tage von De Panne

2004
- Kuurne–Brüssel–Kuurne

2005
- Nokere Koerse

2006
- eine Etappe Drei Tage von De Panne
- Delta Profronde

2007
- Mannschaftszeitfahren Katar-Rundfahrt
- GP Briek Schotte
- Omloop van het Houtland
- Omloop van de Vlaamse Scheldeboorden

2008
- Mannschaftszeitfahren Katar-Rundfahrt
- Kuurne–Brüssel–Kuurne
- Tour de Rijke

2009
- Kampioenschap van Vlaanderen

## Teams
- 1996–1999 TVM-Farm Frites
- 2000–2005 Rabobank
- 2006–2009 Quick Step